# Еберечі Езе
Еберечі Езе (англ. Eberechi Eze, нар. 29 червня 1998, Гринвіч) — англійський футболіст, півзахисник лондонського «Крістал Пелес». Виступав за молодіжну збірну Англії.

## Клубна кар'єра
3 серпня 2016 року Езе підписав трирічний контракт з «Квінз Парк Рейнджерс».. 7 січня 2017 року Езе дебютував в першій команді у поєдинку Кубка Англії проти «Блекберн Роверз», де зіграв 18 хвилин, перш ніж був травмований та замінений. Гра завершилась поразкою КПР з результатом 2-1.
30 серпня 2017 року Eze приєднався до клубу «Вікем Вондерерз» в оренду до січня 2018 року.
Повернувшись до КПР, Езе регулярно грав під керівництвом Іана Голловея, 10 березня 2018 року забивши свій перший м'яч за клуб проти Сандерленда, єдиний гол матчу.
Голловей покинув КПР у 2018 році, а його замінив Стів Макларен, який вручив Езе десятий ігровий номер. Через тиждень Еберечі Езе підписав новий трирічний контракт з КПР до червня 2021 року. У сезоні 2018/19 Езе зіграв 42 гри, забив 4 рази.

## Титули і досягнення
- Володар Кубка Англії (1):

«Крістал Пелес»: 2024-25
- Володар Суперкубка Англії (1):

«Крістал Пелес»: 2025